# Кызылауызский ледник
Кызылауызский ледник (каз. Қызылауыз мұздығы) — расположен в ущелье с северной стороны Джунгарского Алатау, в начале русла реки Лепсы (Сарымсакты). Площадь 4,8 км², длина 3,3 км, открытое место 2,7 км. Площадь фирн (снегольда) 2,6 км², ледник 1,7 км², часть рыхлой породы 0,5 км². Линия фирна проходит на высоте 3500 м. Ледник пополняется из северной и южной камер.